# Karl Amadeus Hartmann
Karl Amadeus Hartmann (Monaco di Baviera, 2 agosto 1905 – Monaco di Baviera, 5 dicembre 1963) è stato un compositore tedesco.

## Biografia
Hartmann era conosciuto soprattutto per il suo lavoro di trasmissione della musica del suo tempo e per le sue opere orchestrali, in particolare le sue sinfonie. Durante il regime nazista, si ritirò dalla vita musicale tedesca e non consentì che le sue opere fossero eseguite in Germania. Guadagnò tuttavia fama all'estero.
Nel 1956 avvenne la prima esecuzione assoluta nello Schauspielhaus di Francoforte del suo Concerto per viola, pianoforte, fiati e percussioni con William Primrose.
Nel gennaio 1963 avvenne la prima esecuzione assoluta nella Großes Haus della Staatsoper di Colonia della sua Sinfonia n. 8 diretta da Rafael Kubelík.